# میواکو موتویوشی
میواکو موتویوشی (انگلیسی: Miwako Motoyoshi؛ زادهٔ ۲۱ دسامبر ۱۹۶۰) ورزشکار شنای موزون اهل ژاپن است.
وی در مسابقات کشوری و بین‌المللی در مجموع برندهٔ ۳ مدال برنز شده‌است.